# Six Apart
Six Apart，是一家位于美国加利福尼亚州舊金山的网络服务公司，以提供網路日誌服务而著名。它由著名網誌软件Movable Type的创始人于2001年9月创办。

## 产品及服务
- TypePad
- Movable Type
- LiveJournal
- TypeKey